# Arnaud Gauthier-Rat
Arnaud Gauthier-Rat (* 22. Oktober 1996 in Saint-Maurice) ist ein französischer Beachvolleyballspieler.

## Karriere Beachvolleyball
Gauthier-Rat spielte von 2014 bis 2017 an der Seite von Arnaud Loiseau, mit dem er das Achtelfinale bei den Olympischen Jugendspielen 2014 in Nanjing erreichte und ein Jahr später in Larnaka U20-Vizeeuropameister wurde. Auf der FIVB World Tour 2017/18 spielte er zusammen mit Maxime Thiercy. Bei der Europameisterschaft 2018 in den Niederlanden wurden Thiercy/Gauthier-Rat Zweite in ihrer Vorrundengruppe und schieden in der ersten K.-o.-Runde aus. Von Oktober 2018 bis 2021 war Quincy Ayé Gauthier-Rats Partner. 2019 wurden Ayé/Gauthier-Rat französische Meister und erreichten beim World Tour Final 2019 Platz neun.
Seit 2022 bildet Gauthier-Rat ein Duo mit Youssef Krou. Bei der Weltmeisterschaft in Rom erreichten die beiden Franzosen als „Lucky Loser“ die erste K.-o.-Runde, in der sie gegen die Italiener Lupo/Ranghieri ausschieden. Nach zahlreichen fünften und neunten Plätzen auf der neugeschaffenen World Beach Pro Tour 2022 gewannen Krou/Gauthier-Rat am Jahresende das Elite16-Turnier im australischen Torquay. In der folgenden Saison standen die beiden Franzosen beim Challenge-Event von Itapema im Endspiel, erreichten die Runde der besten Acht beim Elite16 von Ostrava sowie das Achtelfinale der gleichwertigen Turniere in Montreal und Paris und schieden bei der WM sieglos in der Vorrunde aus. Bei der Europameisterschaft in der gleichen Spielzeit, bei der der im Département Val-de-Marne geborene Sportler mit Rémi Bassereau antrat, reichte es in der Endabrechnung zum geteilten neunten Rang. Im dritten gemeinsamen Turnier 2024 erreichte Gauthier–Rat wieder mit Krou das Endspiel im chinesischen Xiamen und belegte  mit ihm anschließend neben drei anderen Beachpaaren den neunten Platz beim Elite16 in Stare Jablonki. Beim Nations Cup siegten Gauthier-Rat / Téo Rotar gemeinsam mit Basserau / Julien Lyneel und sicherten so ihrem Heimatland den zweiten Startplatz bei den Olympischen Spielen im Männerbereich. In Paris wurde Rotar jedoch durch Krou ersetzt. Das französische Duo konnte in der Vorrunde nur einen Satz gewinnen und schied sieglos aus. Bei den Europameisterschaften traten Rotar und Gauthier-Rat wieder gemeinsam an. Als Gruppenzweite war für sie in der ersten Hauptrunde Endstation.